# Шопки
Шопки — село в Україні, в Львівському районі Львівської області. Населення становить 22 особи. Орган місцевого самоврядування - Глинянська міська рада.

## Населення

### Мова
Розподіл населення за рідною мовою за даними перепису 2001 року:

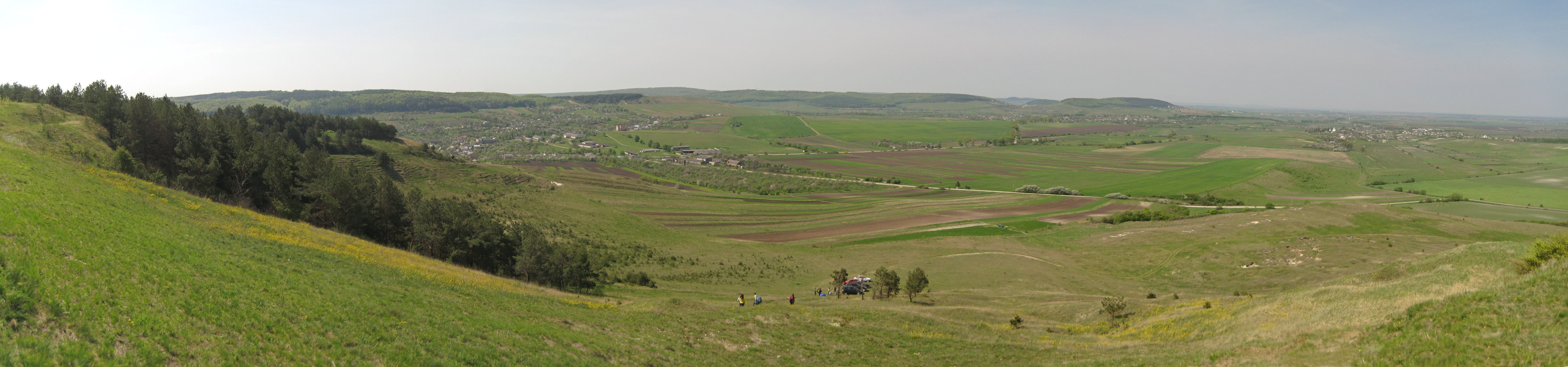
Вид на Шопки з пагорбів

| Мова       | Кількість | Відсоток |
| ---------- | --------- | -------- |
| українська | 22        | 100%     |